# Froesiochloa
Froesiochloa là một chi thực vật có hoa trong họ Hòa thảo (Poaceae).

## Loài
Chi Froesiochloa gồm các loài: